# Rockfall Cliff
Das Rockfall Cliff (englisch für Felssturzkliff) ist ein markantes Felsenkliff im westantarktischen Ellsworthlands. In den Jones Mountains bildet es die Nordwestseite des Mount Loweth.
Teilnehmer einer von der University of Minnesota von 1960 bis 1961 unternommenen Expedition zu den Jones Mountains kartierten und benannten es. Namensgebend waren die vom Kliff fortlaufend herabstürzenden Felsen, welche die Untersuchung des Objekts erheblich gefährdet hatten.